# Julius Uebelein
Julius Uebelein (* 17. Februar 1916; † 14. Januar 2001), genannt „Uttla“, war ein deutscher Fußballspieler. Der Stürmer gewann als Aktiver des 1. FC Nürnberg im Jahr 1936 die deutsche Fußballmeisterschaft und 1939 den Tschammer-Pokal.

## Laufbahn
Im Jahr 1933 kam Julius Uebelein, der jüngere Bruder des Defensivspielers Hans Uebelein (I), über die SpVgg Zabo Nürnberg zum 1. FC Nürnberg. Der schnelle, trickreiche und schussstarke Allroundstürmer gehörte ab 1935 der ersten Club-Mannschaft an. Beim 1:0-Sieg im Halbfinale des Tschammerpokal 1935 am 24. November 1935 stürmte der „Uttla“ gerufene Uebelein II auf Halbrechts. Beim 2:0-Finalsieg gegen den FC Schalke 04 nahm aber Max Eiberger wieder seine gewohnte Position im Angriff der Zabo-Elf ein. Beim Gewinn der deutschen Meisterschaft 1936 kam er lediglich in der Gruppenphase am 17. Mai 1936 in Augsburg beim 2:1-Erfolg gegen Wormatia Worms auf Linksaußen zum Einsatz. Im folgenden Spieljahr, 1936/37, folgten acht Einsätze in der Endrunde um die deutsche Meisterschaft, in denen er acht Tore erzielte. Das Finale verlor er aber mit dem „Club“ am 20. Juni 1937 in Berlin auf Linksaußen stürmend, mit 0:2 Toren gegen Schalke 04. Im Jahr 1938 war im Halbfinale des Pokals durch eine weitere 0:2-Niederlage Endstation gegen Rapid Wien.
Zum Sieg reichte es aber am 28. April 1940 im Finale um den Tschammerpokal des Jahres 1939. Bruder Hans verteidigte an der Seite von Willi Billmann, Julius Uebelein führte als Mittelstürmer den Angriff, als der Halbrechts spielende Max Eiberger beide Treffer zum 2:0-Sieg gegen den SV Waldhof Mannheim erzielte.
Vom Sommer 1940 bis Ende 1942 gehörte er dem harten Kern der Wehrmacht-Elf Burgstern Noris an. Die zwei Kompanieführer, Georg Lichtenstern und Wolfgang Oldenbourg, hatten die Fußballmannschaft der in Schwabach bei Nürnberg stationierten 17. Infanterie-Division ins Leben gerufen. Die Wurzeln der Soldatenelf lagen in Flandern. Die 17. Infanterie-Division war von Juli 1940 bis Ende Mai 1941 in Flandern im Raum Brüssel, Gent und Ostende stationiert. Den größten Erfolg erzielte die Mannschaft am 11. Mai 1941 im Pariser Prinzenpark-Stadion gegen die Pariser Soldatenelf. Der 2:1-Sieg berechtigte Burgstern Noris, den inoffiziellen Titel „Meister des Westens“ zu führen. Das von der Sportpresse hochgelobte Innentrio wurde von Karl Kupfer (Schweinfurt 05), Leonhard Knorr (SpVgg Fürth) und „Uttla“ Uebelein gebildet.
Von Uebelein II gibt es zu dieser Phase die Aussage, „dass das meine stärksten Jahre gewesen waren“.
Auch nach dem Krieg spielte Julius Uebelein weiter für den 1. FC Nürnberg. Mit dem Club wurde er 1946/47 und 1947/48 Meister der Oberliga Süd, das Endspiel um die deutsche Meisterschaft 1948 verpasste er jedoch aufgrund der Nachwirkungen einer TBC-Erkrankung. Von 1945 bis 1949 absolvierte Julius Uebelein 89 Spiele in der Oberliga Süd und erzielte dabei 31 Tore. Insgesamt spielte er 284-mal im Clubtrikot. 1950 verließ er Nürnberg und wechselte in die Oberpfalz zur SpVgg Weiden.